# Wolf von der Lancken

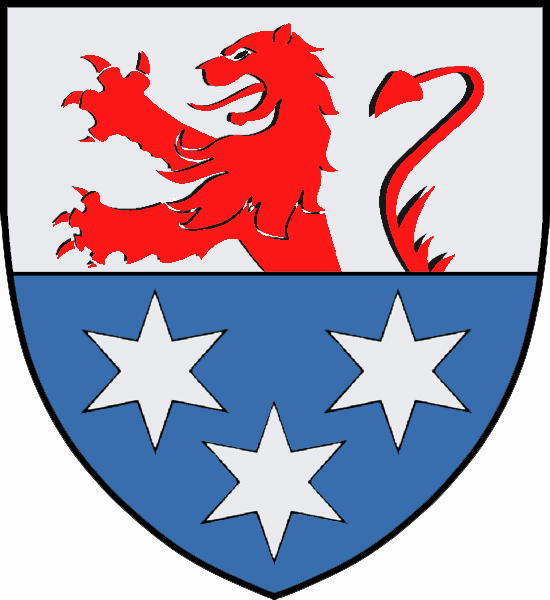
Wappen von der Lancken

Friedrich Ludwig Albert Wolf von der Lancken (* 2. Dezember 1845 in Galenbeck (heute Ortsteil der Gemeinde Ritzerow); † 20. September 1920 in Schwerin) war ein deutscher Verwaltungsjurist und Hofbeamter.

## Leben
Wolf von der Lancken entstammte der Mecklenburgischen Linie des rügenschen Uradelsgeschlechts von der Lancken. Er war der älteste Sohn des Herrn auf Galenbeck Bernhard von der Lancken (1813–1892) und dessen Ehefrau Bertha, geborene von Plüskow (1816–1870). Der preußische Generalleutnant Eberhard von der Lancken war sein jüngerer Bruder.
Er besuchte die Königliche Landesschule Pforta, wo er Mitschüler von Friedrich Nietzsche war, bis zum Abitur Ostern 1866 und studierte Rechts- und Staatswissenschaften, zunächst an der Universität Heidelberg, dann ab Sommersemester 1869 an der Universität Rostock. In Heidelberg wurde er im Corps Saxo-Borussia Heidelberg aktiv. Er war Teilnehmer am Deutsch-Französischen Krieg 1870/71.

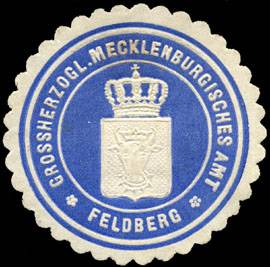
Siegelmarke des Domänenamtes Feldberg (zwischen 1850 und 1918)

Nach seinem Examen trat er in den Verwaltungsdienst des Herzogtums Mecklenburg-Strelitz, zunächst als Auditor in Schwerin, dann in Rostock. Von 1879 bis 1882 war er Landvogtei-Assessor in Schönberg (Mecklenburg), dann kam er als Ökonomischer Beamter mit dem Titel Drost an das Domänenamt Feldberg. Hier stieg er bis zum leitenden Beamten mit dem Titel Landdrost auf. 1884 war er großherzoglicher Commissarius für den Bau der Bahnstrecke Neubrandenburg–Friedland. Gleichzeitig diente er seit 1882 am großherzoglichen Hof in Neustrelitz  als Kammerherr.
Am 8. Dezember 1882 hatte Lancken sich in Tornow mit Katharina von Buch-Ringsleben (1851–1937) verheiratet. Aus der Ehe gingen vier Söhne und zwei Töchter hervor. Zwei der Söhne fielen im Ersten Weltkrieg. Tochter Dorothea war eingeschrieben im Kloster Dobbertin und Johanniterschwester. Tochter Elisabeth heiratete den aktiven Offizier Hans Wilhelm Herwarth von Bittenfeld. Sohn Bernhard wurde Amtsrat in Parchim, Reserveoffizier und Vorstandsmitglied der Familienstiftung; blieb unverheiratet. Sohn Detlof von der Lancken war preuß. Oberregierungsrat und heiratete mit Ilse von der Lancken aus der Pommerschen Linie. 
Wolf von der Lancken war bis zu seinem Tod Mitglied im Verein für mecklenburgische Geschichte und Altertumskunde.

## Auszeichnungen
- Hausorden der Wendischen Krone, Komtur (22. Juli 1907)[11]
- Kriegsdenkmünze für die Feldzüge 1870–71 (Deutsches Reich) für Kombattanten